# Birgit Chenon
Birgit Chenon (21 de septiembre de 1904 - 19 de septiembre de 1952) fue una actriz y letrista de nacionalidad sueca.

## Biografía
Suu nombre completo era Birgit Anna Matilda Chenon, y nació en Estocolmo, Suecia, ciudad en la que falleció en 1952. Había estado casada en los años 1930 con el actor Åke Ohberg. Fue enterrada en el Cementerio Norra begravningsplatsen de Estocolmo.

## Filmografía
- 1928 : Svarte Rudolf
- 1930 : Ulla, min Ulla
- 1936 : 65, 66 och jag
- 1937 : Ryska snuvan
- 1938 : Två år i varje klass
- 1938 : Med folket för fosterlandet
- 1939 : Vi två
- 1944 : Klockan på Rönneberga

## Teatro
- 1932 : Vi som går köksvägen, de Gösta Stevens, dirección de Nils Lundell, Södra Teatern[5][6]
- 1935 : Filip den store, de Oscar Rydqvist, Vanadislundens friluftsteater[7]